# Oeuvre van Hans Henkemans
Hieronder volgt een lijst van werken van Hans Henkemans, gerangschikt naar het genre van de composities.

## Werken voor orkest
- 1932 Concert voor piano en strijkorkest (Pianoconcert nr.1)
  1. Adagio
  2. Adagio molto
  3. Presto
- 1941-1942 Passacaglia en gigue voor piano en orkest (Pianoconcert nr.2)
- 1945-1946 Concerto voor fluit en orkest, opgedragen aan Johan Feltkamp
  1. Allegro aperto
  2. Notturno
  3. Allegro ma non troppo
- 1950 Concerto voor viool en orkest
  1. Allegretto moderato
  2. Allegro marcato
  3. Molto adagio
  4. Allegro
- 1954 Concert voor altviool en orkest
  1. Allegro tumultuoso
  2. Andante, mesto
  3. Allegro agitato
- 1955 Concert voor harp en orkest
  1. Fantasia
  2. Tema con variazioni
  3. Finale
- 1959 Primavera voor klein orkest (orkestratie van Primavera (1944))
- 1960 Partita voor orkest
  1. Alla marcia
  2. Movimento brioso
  3. Fantasia
  4. Tarantella
- 1962 Barcarola fantastica voor orkest
- 1964 Dona montana drie stukken voor orkest
  1. Preambolo
  2. Andante e scherzo
  3. Finale
- 1967 Élégies - in memoriam Pierre Monteux voor vier fluiten en orkest
- 1981 Concerto voor hoorn en orkest
- 1985-1986 rev.1987 Riflessioni drie stukken voor klein strijkorkest
- 1988-1989 Concerto voor cello en orkest
  1. Animato
  2. Andante, un poco lento
  3. Adagio
  4. Presto
- 1992 Pianoconcert no. 3
  1. Allegro non troppo
  2. Vivace leggiermente
  3. Adagio
  4. Molto allegro

## Cantates
- 1933/1941 Driehonderd waren wij... cantate voor gemengd koor en orkest - text: Andries de Hoghe

## Muziektheater

### Opera
- 1977 Winter Cruise, Opera in 3 bedrijven - Libretto van de componist naar een kort verhaal van William Somerset Maugham

## Werken voor koor
- 1964-1965 Bericht aan de levenden voor gemengd koor, orkest en declamatie - tekst: H.M. van Randwijk
- 1967-1968 Tre aspetti d'amore voor gemengd koor en orkest 
  1. Alba - tekst: Petrus Abaelardus
  2. Planctus - tekst: Petrus Abaelardus
  3. Alternus  - tekst: Boëthius

## Vocale muziek met orkest of instrumenten
- 1936 Ballade voor alt en klein orkest - tekst: Charles d'Orléans
- 1946 De tooverfluit vijf liederen voor tenor en orkest - tekst: Bertus Aafjes
  1. Aan een bode
  2. Als ik een vogeltje was
  3. Nachtmuzikanten
  4. Onbeschrijfelijke vreugde
  5. De ontrouwe liefste
- 1964 Drie liederen voor zang en piano 
  1. Het verdronken kind - tekst: Clara Eggink
  2. Achterlijk kind - tekst: Bertus Aafjes
  3. Elven zingen bij een alleengelaten kind - tekst: Adriaan Roland Holst
- 1965 Villonnerie voor bariton en orkest - teksten: François Villon
  1. Le debat de cuer et du corps de Villon
  2. Ballade pour Robert d'Estouteville
  3. Tétrastique
- 1968 Voici trois bohémiens kerstlied uit de Provence voor zangstem en piano
- 1972-1973 Canzoni amorose del duecento voor sopraan, bariton, piano en orkest - tekst: Rustico di Filippo
  1. Partite, amore, adeo
  2. Lo sparvero
  3. Il farso
- 1991 Chamber music en cyclus van acht liederen voor tenor en klein orkest - op gedichten van James Joyce
  1. Andantino
  2. Allegretto molto tranquillo
  3. Allegretto leggiero
  4. Andante con moto, quasi rubato
  5. Allegro non lento
  6. Vivo
  7. Quasi lento
  8. Allegro non troppo, ma feroce

## Kamermuziek
- 1931 Quintet voor harp en strijkkwartet
- 1934 Quintet no. 1 voor blazerskwintet
  1. Allegro
  2. Adagio non troppo
  3. Allegro molto
- 1935 Trio voor viool, cello en piano
  1. Allegro con brio
  2. Adagio
  3. Allegro molto
  4. Adagio
  5. Allegro con brio
- 1936 Sonate voor cello en piano
  1. Allegro commodo
  2. Adagio
  3. Presto
  4. Allegro ma non troppo
- 1944 Primavera voor fluit, hobo (ook: oboe d'amore), klarinet, hoorn, 3 violen, 2 altviolen, cello en contrabas
- 1944 Sonate voor viool en piano
  1. Vivace, quasi volante
  2. Adagio sostenuto
  3. Allegretto quasi allegro
- 1957 Hommage à Willem Pijper voor fluit en piano, uit 10 compositions samen met de componisten:  Henriëtte Bosmans, Henri Zagwijn, Bertus van Lier, Kees van Baaren, Jan van Dijk, Karel Mengelberg, Sem Dresden, Rudolf Escher en Wolfgang Wijdeveld
- 1962 Quintet no. 2 voor blazerskwintet
- 1963 Quattro pezzi voor harp en fluit
  1. Allegro balabile
  2. Lento
  3. Quasi lento
  4. Allegro molto
- 1965 Aere festivo voor 3 trompetten en 2 trombones

## Werken voor piano
- 1937 Etudes no. 1 en 2 voor piano
- 1943 Sonate voor twee piano's
  1. Poco maestoso
  2. Adagio non troppo
  3. Allegro vivo
  4. Poco maestoso-Allegro moderato
- 1946-1947 en 1995 Cadenzas voor piano concerten KV 175, 238, 246, 386, 413, 456, 459, 466, 467, 482, 491, 503, 537 en 595 van Wolfgang Amadeus Mozart
- 1958 Sonata voor piano
  1. Allegro molto moderato
  2. Molto adagio
  3. Allegro ma non troppo

## Werken voor beiaard
- 1968 Voor de wind

## Werk voor stem en piano
- jaar? "Voici trois Bohémiens"

## Bewerkingen/Orkestraties
→ Bekend zijn ook zijn orkestraties van de 12 preludes van Claude Debussy:
- Douze préludes - deuxième livre voor orkest
  1. Brouillards
  2. Feuilles mortes
  3. La puerta del vino
  4. Les fées sont d'exquises danseuses
  5. Bruyères
  6. "Général Lavine"-eccentric
  7. La terrasse des audiences du clair de lune
  8. Ondine
  9. Hommage à S. Pickwick Esq. P.P.M.P.C.
  10. Canope
  11. Les tierces alternées
  12. Feux d'artifice